# Hoorn (Noord-Holland)
Hoorn (uitspraakⓘ) is een stad en gemeente in de regio West-Friesland, in de Nederlandse provincie Noord-Holland.
De gemeente ligt via het Hoornse Hop aan het Markermeer. Op 22 november 2024 woonden er 75.645 mensen (bron: CBS). De gemeente Hoorn heeft een oppervlakte van 52,49 km², waarvan 32,62 km² water.

## Naam
De herkomst van de plaatsnaam Hoorn – oude spellingvarianten zijn Horn(e) en Hoirne – is niet zeker. Mogelijk stamt deze van Hornicwed. Het middeleeuwse Hornic betekent Hoek, en wed of wedor is een middeleeuwse woord voor 'water'. Talloze plaatsen en buurten in Nederland heten ook nu nog Heurne, Huurne of Horn. Hornicwed zou dan slaan op de ligging in een hoek in de kustlijn. Ook wordt weleens gesteld dat het gaat om een hoek in de dijk, maar dit roept twijfels op: de kust van de Zuiderzee lag toen verder van Hoorn dan nu: de Westfriese Omringdijk liep van oorsprong van het West in een rechte lijn naar Schardam, en voor deze dijk lag nog buitendijks land, waarop ook het door Velius genoemde dorp Dampten lag. Dit gebied is pas vanaf 1391 – toen de oude dijk opgegeven werd – overstroomd, nadat een nieuwe dijk met een hoek verder landinwaarts gelegd was, en de eerste aanzet voor de baai van het Hoornse Hop ontstond. Hoorn bestond toen echter al, evenals de naam. We kunnen voor Hornicwed ook denken aan de betekenis die we ook nog in ons huidige woord uithoek zien, namelijk een zeker (bewoond?) gebied op enige afstand, en dan gelegen aan het water (wed).
De schrijver van de 'Origo Civitatis Hornensis' gaat ervan uit dat Hoorn van Damphoorn afgeleid is. Damphoorn is de middeleeuwse naam voor een kruid waarvan men fluitjes kon maken; deze groeiden volop in het buitendijkse gebied van Hoorn. Kroniekschrijver Velius verwerpt deze verklaring omdat er geen oude vermeldingen zijn waarin Hoorn nog Damphoorn genoemd wordt: De name was van eersten af Hoorn: niet (behoudens beter oordeel) van het kruyt Damphoorn, als t'ghemeyne ghevoelen van noch heden hout. Velius verwerpt ook de verklaring dat de naam van oorsprong Dampter Horn was: een buurt van het dorp Dampten, waarvan het eerste deel na verdrinking van het dorp Dampten vervallen is.
Over de herkomst van de naam Hoorn doen daarnaast vele mythes de ronde. De naam Hoorn is volgens oude Friese legenden afgeleid van de stiefzoon van koning Radboud, met de naam Hornus. Andere verhalen dat de naam Hoorn afkomt van een uithangbord met een posthoorn, dat begin 14e eeuw aan een van de etablissementen aan de Roode Steen hing. Een derde variant stelt dat de naam Hoorn afgeleid is van de hoornvorm van de eerste havens.

## Geschiedenis

### Stichting

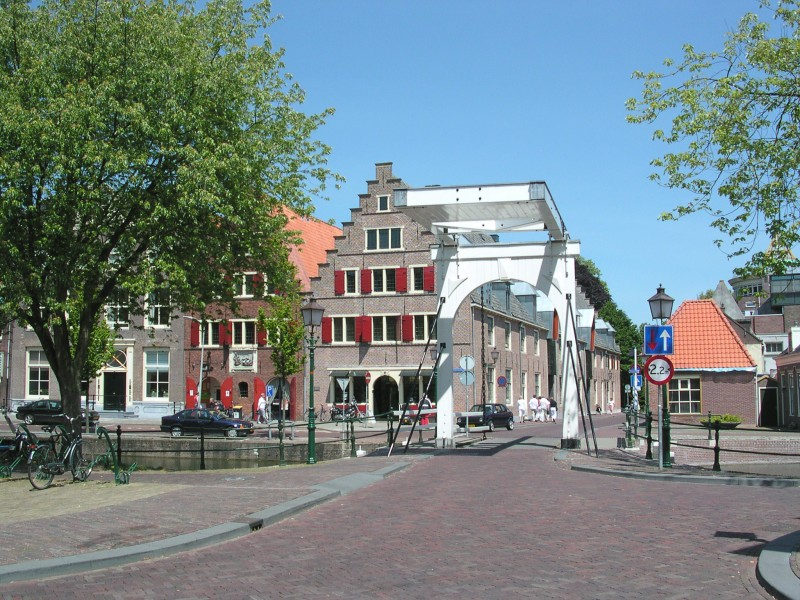
Typerend straatbeeld van Hoorn, gezicht op de Pakhuisbrug en daarachter de VOC-pakhuizen aan de Onder de Boompjes

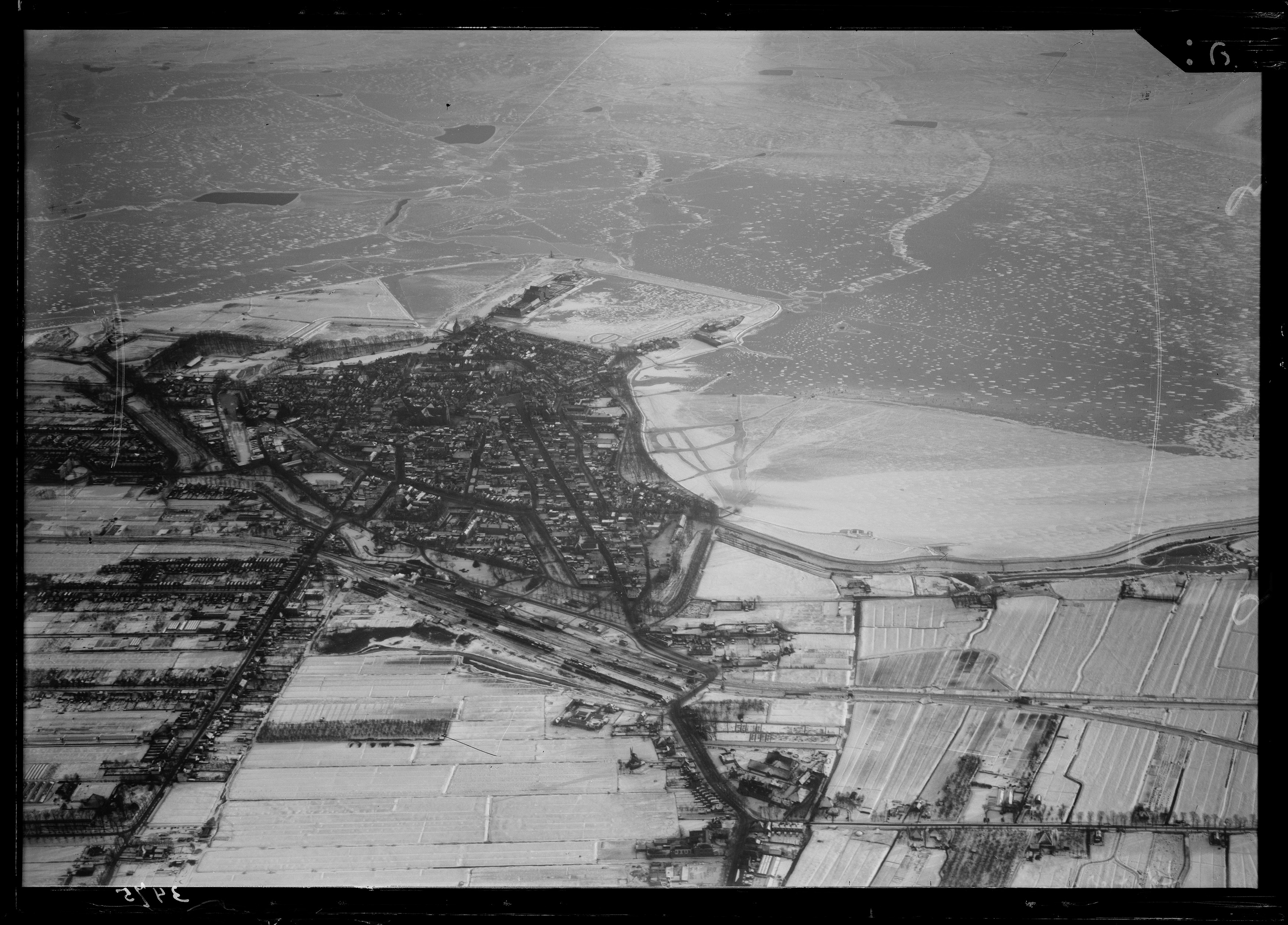
Luchtfoto van de Binnenstad en het begin van Hoorn-Noord (1920-1940).

Volgens oude Friese legendes is Hoorn gesticht door Hornus, stiefzoon van koning Radboud. Hornus was getrouwd met Gunterdom, dochter van Gordianus, stadhouder van Teckenburgh. Hij stichtte volgens de legendes in 716 in het westen van Friesland aan het water een plaats en noemde die naar zichzelf. Dit was onder de Friese adel vrij gebruikelijk. Dezelfde legendes vertellen ook dat het plaatsje in 724 afbrandde, en dat het toen jaren duurde voor het herbouwd werd.
Voor zover deze legende klopt, hoeft dit Hoorn niet op de huidige plaats gelegen te hebben, maar wellicht in het gebied dat later door de Zuiderzee overspoeld is. Het verplaatsen van plaatsen die dreigden te overstromen was in de middeleeuwen in West-Friesland gangbaar. Van Enkhuizen, Scharwoude, Etersheim en Warder is bekend dat zij in westelijke richting verplaatst zijn vanwege de oprukkende Zuiderzee. Oosthuizen is daarentegen door de groter wordende Beemster in oostelijke richting verplaatst. De grens van de Zuiderzee aan de Westfriese/Waterlandse zijde lag rond 600 veel oostelijker (van Wijdenes richting Volendam en Marken), maar is na verscheidene overstromingen van veengebieden kilometers opgeschoven. Met name na 1100 vonden er steeds grotere overstromingen plaats.
De oudste restanten van bewoning die tot nu toe bij archeologische opgravingen gevonden zijn, stammen uit ongeveer 1200. Hoorn was toen niet meer dan een kleine plaats, met boerderijen en wellicht enige handel. Volgens de Hoornse geschiedschrijver Velius ontstond Hoorn in de 14e eeuw bij de monding van de Gouw (eigenlijk De Tocht geheten; de Gouw was de weg en buurtschap erlangs) voorbij de dijk van het Oost en het West, een veenstroompje (natuurlijke afwatering in het originele veenlandschap) dat via een sluis en overtoom bij de huidige Roode Steen in de Zuiderzee uitmondde. Ook de landweg Noord (in feite de scheidingsdijk tussen Ooster- en Westerpolder, het verlengde van het Keern en Rijsdam) kwam hier uit. Op dit centrale punt zouden Hamburgse broers in 1316 hun pakhuizen en een herberg gebouwd hebben. Dit laatste kan waar zijn, maar volgens de opgravingen bestond Hoorn toen al, en Hoorn wordt ook al eerder in geschriften genoemd. Bovendien is de binnendijk van Rijsdam-Keern-Noord vermoedelijk in 1320 aangelegd. Tot dan lag de waterkundige bangrens tussen de ontginningsgebieden Hoorn (later deel van de Oosterpolder) en Berkhout (later deel van de Westerpolder) in de Keernsloot. De sluis van de Roode Steen bestond toen al wel enkele decennia (1288).
Opmerkelijk is dat Hoorn een ontginningsstructuur heeft die afwijkt van de aangrenzende gebieden: de kavelsloten tussen de Holenweg, Groene Wijzend en de Keernsloot lopen in oost-westelijke richting, en de centrale ontginningsas (De Gouw) noord-zuid. Deze structuur komt verder alleen in Schellinkhout en Wijdenes voor. Zwaag, Berkhout en Scharwoude kennen een kavelslotenstructuur in noord-zuidelijke richting, met centrale ontginningsassen in oost-westelijke richting (de Oude Gouw in Berkhout, de Dorpsstraat in Zwaag, en de Scharwoude in Scharwoude). Blokker is pas in een later stadium ontgonnen als reeds omsloten land; hetzelfde geldt waarschijnlijk ook voor het gebied tussen Zwaag en Hoorn. Opmerkelijk in dit kader is dat de noordelijke ontginningsgrens van Hoorn (de Groene Wijzend) niet samenvalt met de oorspronkelijke zuidelijke ontginningsgrens van Zwaag (de Kleine Wijzend en de Grote Wijzend). Dit lijkt te duiden op een verschillende ontginningsoorsprong. De ontginning van West-Friesland heeft plaatsgevonden vanuit Egmond, waarvandaan men via veenriviertjes in oostelijke richting voer, bijvoorbeeld via de Leek naar Wognum en de Kromme Leek, en via de Bemestra richting de Zuiderzee (de Bemestra mondde van oorsprong samen met de Drecht uit in de omgeving van Wijdenes).

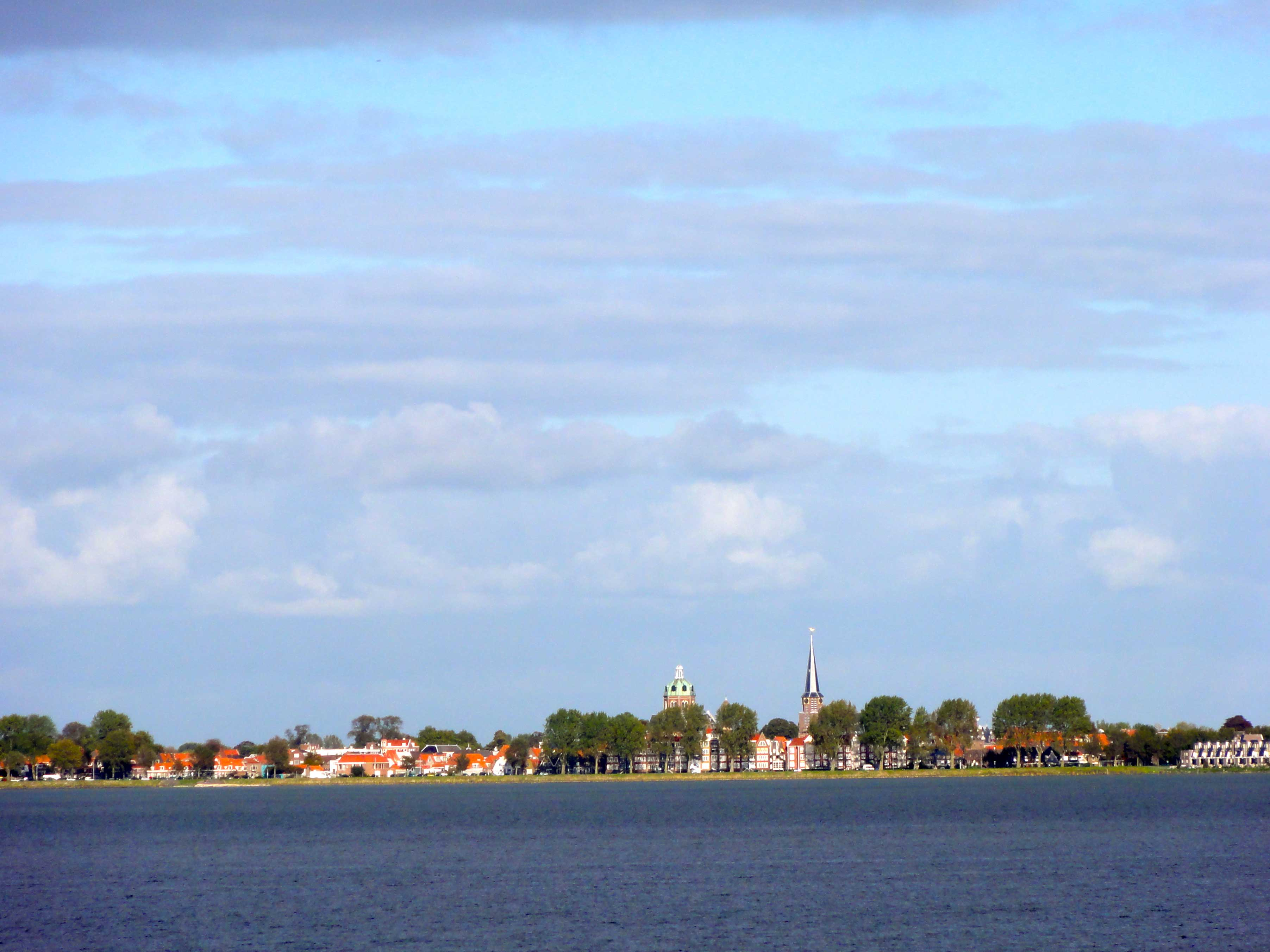
De binnenstad gezien vanaf het Hoornse Hop

Het lijkt er sterk op dat Zwaag door kolonisten vanuit Wognum ontgonnen is, terwijl Hoorn, Schellinkhout en Wijdenes via de Bemestra en de Zuiderzee ontgonnen zijn. Wijdenes, Schellinkhout en Hoorn zouden dan van oorsprong een doorlopende noordelijke begrenzing (een dijkje of kade om het onontgonnen noordelijke veengebied af te schermen) gehad hebben langs de Blokdijk-Lageweg-Oost. Pas rond 1200 zou Hoorn dan na overstromingen – waarbij de eerste delen van het Hoornse Hop gevormd zijn – in noordelijke richting opgeschoven zijn waarbij het gebied van de Oost tot de Groene Wijzend ontgonnen is (conform het archeologisch onderzoek). Dit komt dan overeen met de latere overleveringen dat er ten zuiden van Hoorn een oudere plaats overstroomd zou zijn – toen Dampten genoemd, maar dat stamt wellicht af van d'ampte, ofwel het (oorspronkelijke) Hoornse ambtsgebied. Uit de tijden van voor 1200 zijn geen schriftelijke bronnen bekend.
Vanaf 1200 is dat anders. De oudste vermelding van Hoorn komt voor in het Stadsboek van Wismar (uit 1250-1272), waarin een Nicolaus de Horne genoemd wordt als borg voor enkele kooplieden uit Muiden. Bekend is dat er vanuit West-Friesland toen al intensief handel gedreven werd richting de Oostzee (en richting Vlaanderen), en blijkbaar hadden de Hoornse kooplieden al voldoende reputatie om borg te staan. In 1303 wordt Martin Hontin uit Brugge bi Hornicwed an West-Friesland bin des graven lande van Hollant gevangengenomen, en van zijn handelswaar beroofd. En in 1309 gaat Juvenum de Meo de Horne naar de Gwijde van Avesnes, bisschop van Utrecht, om clemente vredesvoorwaarden voor de verslagen West-Friezen te vragen. In 1311 betaalt Drebaan Haghen uit Horne een boete aan de grafelijke rentmeester, in een rekening uit hetzelfde jaar wordt Lubbrecht de schoenmaker genoemd, en in 1316 sluiten de 'judices et universi' (rechters en gemeente) in Horne een overeenkomst met de inwoners van Harderwijk.
Uit deze tijd is ook bekend dat er in Hoorn land prijsgegeven moest worden. In de kroniek van Feyken Rijp vermeldt deze bij 1260 de sluys van Horn. In een proces uit 1320 tegen Maertijn van der Nieuwerwike wordt ook nadrukkelijk over de nieuwe sluys gesproken, wat betekent dat er ook een oudere sluis was. De nieuwe sluis ter hoogte van de Roode Steen (in de oude binnendijk Oost) is rond 1288 aangelegd, toen de zuidelijker gelegen dijk door stormen opgegeven moest worden; de dijk van Oost en West werd toen de nieuwe zeedijk (inlaagdijk). Het land tussen de oude en nieuwe zeedijk verwerd tot rietland, dat deels wegspoelde, maar deels ook gebruikt werd om later de oudste buitendijkse havens van Hoorn te graven (Nieuwendam 1341 en Appelhaven 1421).
De nieuwe dijk van het West liep van oorsprong van de Roode Steen – waar de nieuwe sluis gemaakt was – recht naar de door overstromingen in Waterland inmiddels veel westelijker gelegen monding van de Bemestra (later na het aanleggen van de dam werd deze monding Schardam genoemd; de Bemestra werd toen Korsloot genoemd). Deze dijk hield het tot 1391 vol als zeedijk. Na overstromingen moest in 1391 een nieuwe inlaagdijk gemaakt worden. Ook deze zou – net als eerder het Oost – de oude noordelijke ontginningsgrens van Hoorn volgen, en liep recht in het verlengde van het Oost (via de Proostensteeg) en recht in het verlengde van de Naamsloot, de ontginningsgrens tussen Scharwoude en Berkhout. De oude dijk werd wel zo veel mogelijk in stand gehouden om het nog wel deels bestaande buitendijkse land te beschermen, maar dit moest meer en meer prijsgegeven worden. Uiteindelijk moest het dorp Scharwoude verplaatst worden. Maar ook ten westen van Hoorn vonden nog diverse doorbraken plaats, vooral bij de monding van de Keernsloot in de Zuiderzee, waarna eerste helft 15e eeuw de halvemaansvorm van de Westerdijk als nieuwe inlaagdijk aangelegd werd. Bij de overstroming van de omgeving van de Barchouter Sluze (Berkhouter Sluis, monding van de Slimtocht) ontstond de Grote Waal.

### Bloeiperiode

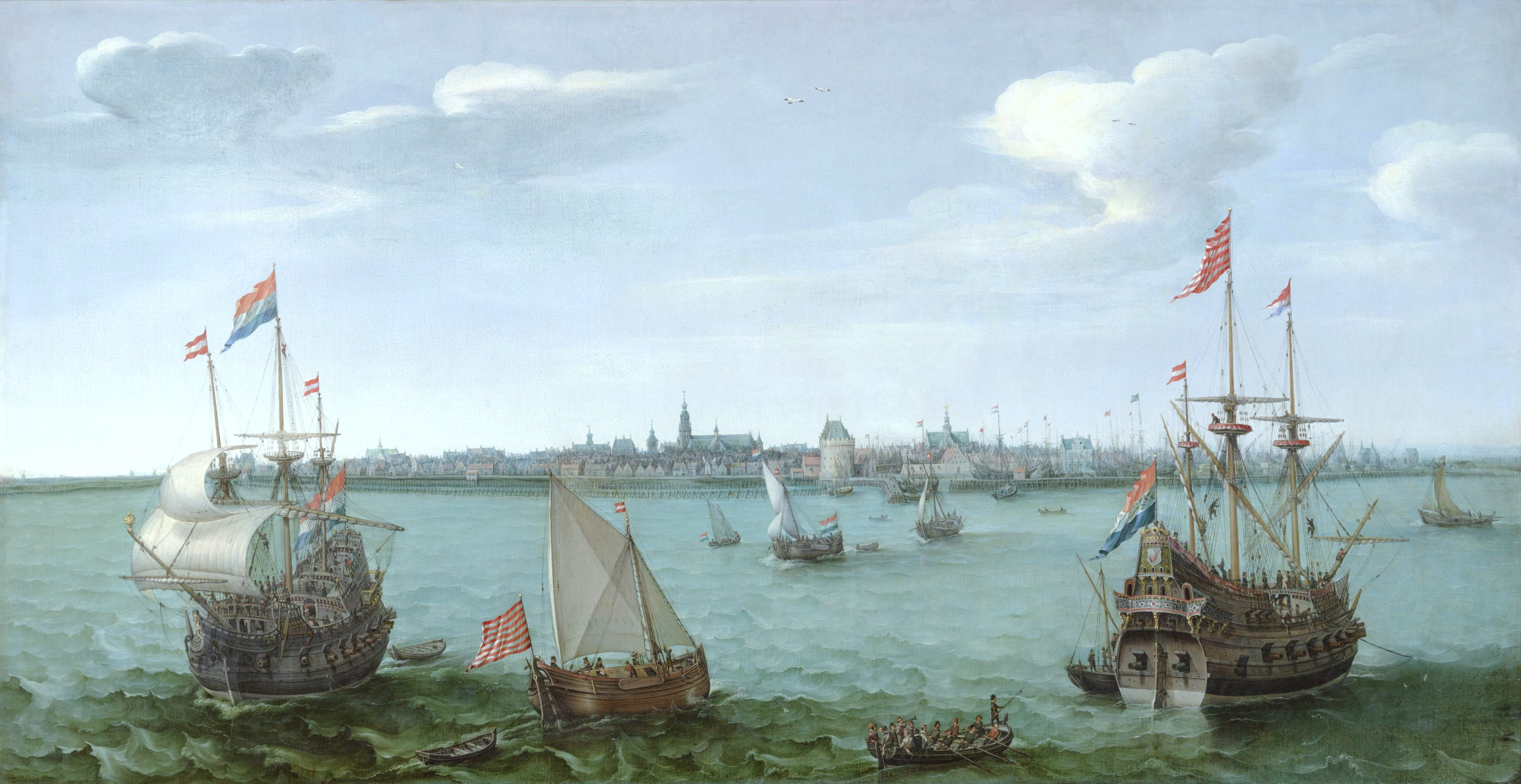
Gezicht op Hoorn in de VOC-tijd (1622). Hendrick Cornelisz Vroom

Op 26 maart 1356/1357 verleende Willem V stadsrechten aan Hoorn, tegen betaling van 1550 schilden (gouden écu's). Door deze maatregel kon de stad zelf rechtsregels opstellen en handhaven, en belastingen innen. Een neveneffect was dat de ontwikkeling van de stad als handelsnederzetting sterk bevorderd werd. De akte bevindt zich in het Westfries Archief.
Hoorn overvleugelde al snel de andere Zuiderzeehavens. Alleen Amsterdam kende in de 15e eeuw een soortgelijke snelle groei. Belangrijke impulsen voor de stad was de keuze voor Filips van Bourgondië. Het Bourgondische rijk vormde een stimulans voor de handel. In de 15e eeuw ontwikkelde zich een levendige lakenindustrie, waarvan het product zich qua prijs en kwaliteit kon meten met het laken uit Leiden, Den Haag en Haarlem. Tegenspoed, voortkomende uit onder andere de Hoekse en Kabeljauwse twisten, alsmede de Gelderse Oorlogen rond 1500 brachten deze lakenhandel in de problemen. Bovendien kozen steeds meer Hoornse handelaren er voor te participeren in de Oostzeehandel (graan uit Polen en Litouwen naar Italië brengen).
Op Goede Vrijdag in het jaar 1481 vond in Hoorn een grote stadsbrand plaats, waarbij vooral het westelijk deel van de stad werd getroffen.
De reformatie kreeg tegen 1558 voet aan de grond in Hoorn. Edelinck Vrericxz noemde de stad toen een "jong Emden" en beschuldigde later notabelen van het bijwonen van conventikels. Hoorn koos in 1572 net als Waterland en de gehele Zaanstreek, voor de reformatie en vroeg de Prins van Oranje toestemming om het klooster Nieuwlicht ten noorden van de stad te mogen slopen. De stenen werden gebruikt voor de verdedigingswerken rond Hoorn. Tegen de 'Spanjaarden' werd dat najaar een zware zeeslag geleverd, de Slag op de Zuiderzee. de schepen van de Geuzenvloot werden in dat gevecht geholpen door inwoners uit Hoorn en vrijwilligers vanuit de Zaanstreek, Schermer en Waterland. De bevelhebber van de koninklijke vloot, stadhouder Maximiliaan van Hénin-Liétard (Bossu), werd gevangengenomen. Op de Bossuhuizen aan de Slapershaven is in gevelstenen en schilderingen deze zeeslag weergegeven.
Gedurende de 16e en 17e eeuw kende de stad haar grootste bloei, en was Hoorn een van de steden die vertegenwoordigd was in de Vereenigde Oostindische Compagnie. Ook de WIC (West-Indische Compagnie), de Noordse Compagnie (of Compagnie van Spitsbergen), de Admiraliteit van het Noorderkwartier, de Westfriese Munt (afwisselend ook in Enkhuizen) en het College van Gecommitteerde Raden van West-Friesland en het Noorderkwartier waren in Hoorn gevestigd. Hoorn was daardoor de formele hoofdstad van het gebied boven het IJ. Jan Pieterszoon Coen werd in Hoorn geboren. De Hoornse schippers Jacob le Maire en Willem Cornelisz Schouten rondden met de schepen Hoorn en Eendracht als eersten de zuidelijkste punt van Zuid-Amerika, en noemden deze Kaap Hoorn.

### Achttiende eeuw tot heden

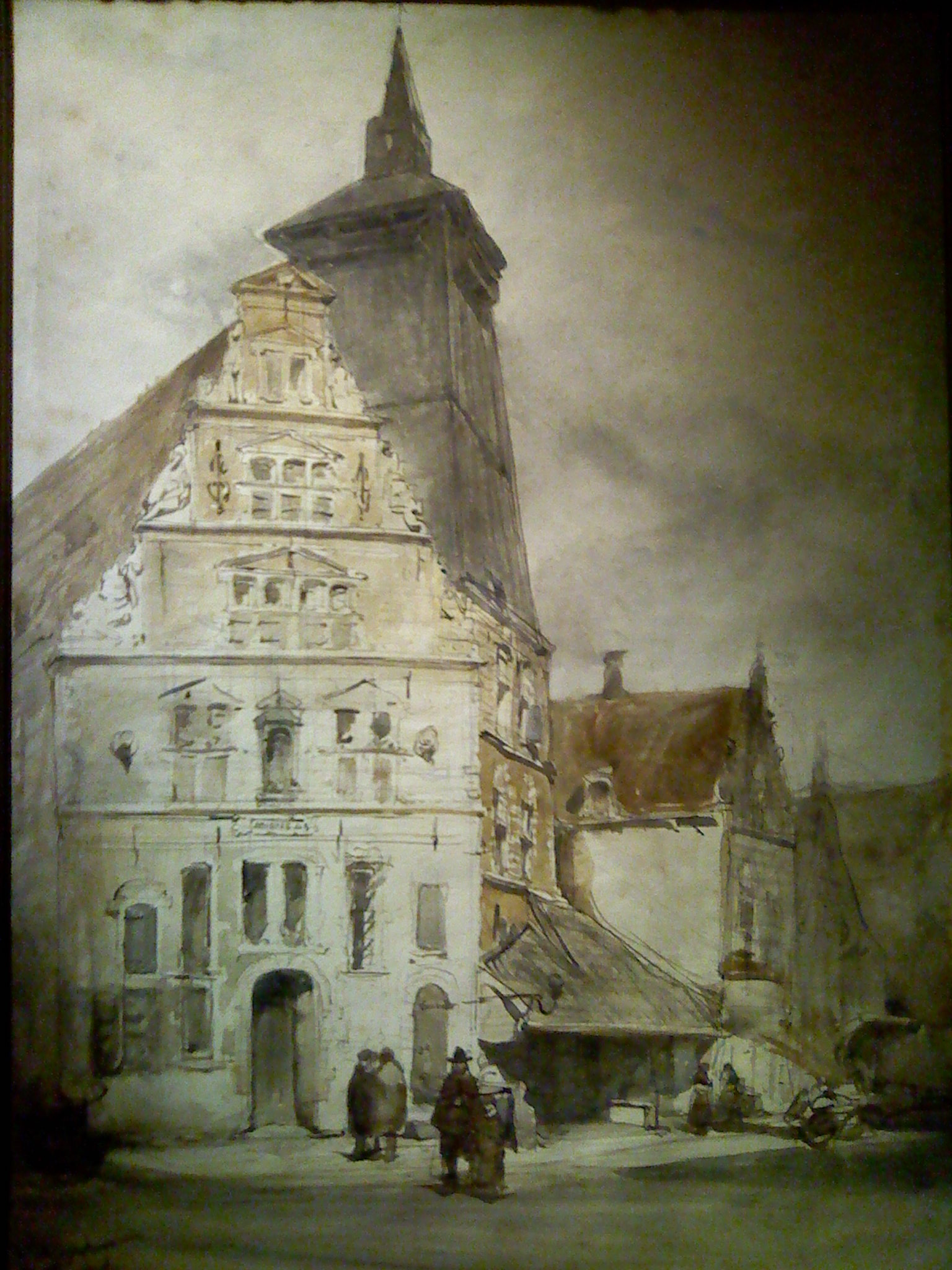
Hoorn in de 19e eeuw, geschilderd door Johannes Bosboom

De 18e eeuw kenmerkt zich in Hoorn door achteruitgang van de economie. De havens waren verzand geraakt, de schepen voeren door naar Amsterdam of naar de Zaandam waar, evenals in buurdorp Oostzaan, de schepen gerepareerd en voornamelijk gebouwd werden. Treurig dieptepunt vormde de Franse tijd, waarin Franse troepen in Hoorn gelegerd waren. In deze periode werd ook het oude stadhuis aan de Roode Steen afgebroken. Hoorn raakte in deze tijd (1795) ook zijn gewestelijke hoofdstadfuncties kwijt. Deze kwamen ook niet meer terug: in 1810 werd Holland één provincie. Toen later Noord-Holland afgescheiden werd, werd Haarlem de nieuwe hoofdstad.
Toch bloeide Hoorn in de 19e eeuw weer op. Het West-Friese platteland leverde steeds meer agrarische producten en kaas, en die werden in of via Hoorn verhandeld. Hoorn was in die tijd de grootste kaasmarkt van Noord-Holland, en ook de veemarkt was omvangrijk. Ook werden er in Hoorn scholen met een regionale functie gesticht, en was er een arrondissementsrechtbank. Tevens werd Hoorn garnizoensstad en een belangrijk spoorwegknooppunt.
Hoewel niet formeel, werd Hoorn toch weer een functionele hoofdstad voor de regio, met alleen Alkmaar in een soortgelijke functie voor het gebied boven het IJ. De stad Zaandam deed dienst als subcentrum voor de Zaanstreek en Purmerend voor Waterland. Beide steden waren toen ook niet zo groot als respectievelijk Hoorn en Alkmaar.
De gemeente Hoorn werd in 1966 aangewezen als groeikern (eerst industrialisatiekern), een officiële status die in 1985 eindigde. Sindsdien is Hoorn flink doorgegroeid. Hoorn huisvest veel forenzen, maar speelt zelf ook een belangrijke werkgelegenheidsrol met in 2009 ca. 33.800 arbeidsplaatsen in 5350 vestigingen. In 2010 is dat door de recessie, maar ook door het gebrek aan uitgeefbaar bedrijventerrein in Hoorn, teruggelopen naar 31.670 arbeidsplaatsen in 5530 vestigingen (bron: LISA). Het aantal inwoners groeit wel door, mede door de ligging op een halfuur met de trein van Amsterdam. In 2009 verwelkomde de gemeente Hoorn de 70.000e inwoner, met name door woningbouw in de Bangert en Oosterpolder en door bouw van extra woningen in de bestaande stad.

## Geografie

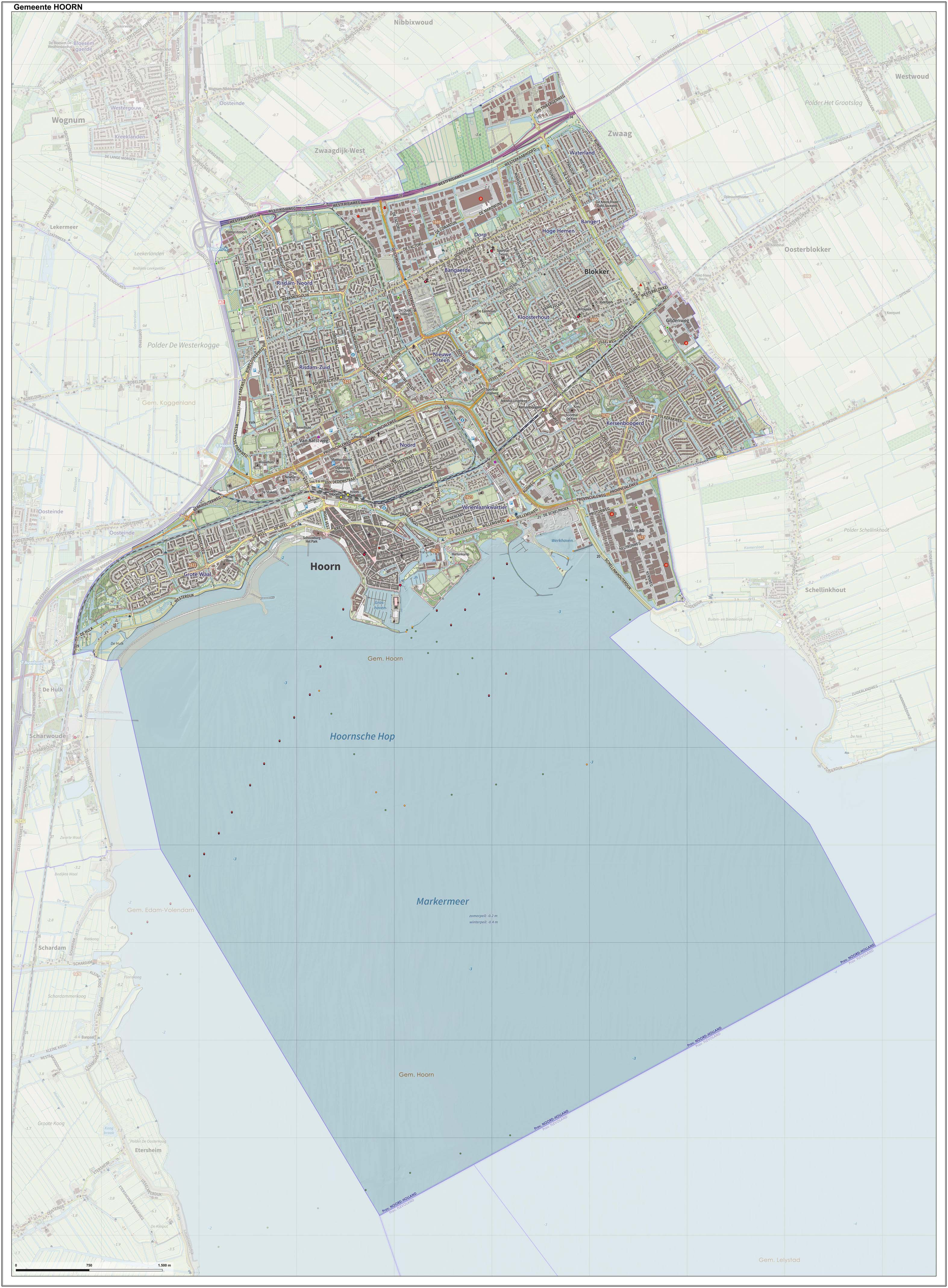
Topografische gemeentekaart van Hoorn, september 2022

### Topografie
Hoorn ligt ongeveer 40 kilometer ten noorden van Amsterdam, aan het Markermeer. Tevens ligt het tussen Alkmaar (ongeveer 20 km) en Enkhuizen (ongeveer 15 km). Het is de officieuze hoofdstad van de regio West-Friesland.
De gemeente Hoorn bestaat naast de gelijknamige stad uit de volgende plaatsen:
Dorpen:
- Blokker (Westerblokker)
- Zwaag

Buurtschappen:
- De Bangert
- De Hulk (gedeeltelijk)
- Munnickaij (gedeeltelijk)

## Bevolking
Op 1 januari 2020 telde de gemeente Hoorn 73.261 inwoners, waarvan 36.149 mannen en 37.112 vrouwen. Van de 73.261 inwoners waren er 12.037 tussen de 0 en 14 jaar oud (16,5%), 46.947 inwoners waren tussen de 15 en 64 jaar oud (64%) en 14.277 inwoners waren 65 jaar of ouder (19,5%).
In 2019 had 76,2% van de bevolking een Nederlandse achtergrond (55.650 personen), terwijl 23,8% een migratieachtergrond had (17.354 personen).  
De inwoners van Hoorn worden Hoornaars of ook Horinezen genoemd.
| Jaar                    | 1995   | 2000   | 2005   | 2010   | 2015   | 2020   |
| ----------------------- | ------ | ------ | ------ | ------ | ------ | ------ |
| Bevolking (totaal)      | 61.374 | 64.604 | 68.136 | 70.252 | 71.880 | 73.261 |
| Nederlandse achtergrond | .      | 53.101 | 55.077 | 55.569 | 55.957 | .      |
| Migratieachtergrond     | .      | 11.503 | 13.059 | 14.683 | 15.923 | .      |

### Religie
Volgens het CBS rekende 38,5% van de bevolking van de gemeente Hoorn zich tot een kerkelijke gezindte of een levensbeschouwelijke groepering. De grootste religieuze groepering was de Rooms-Katholieke Kerk: 19,5% van de bevolking was katholiek. Het katholicisme werd gevolgd door de islam (5%), de Nederlandse Hervormde Kerk (2,6%), de PKN (2,2%), de Gereformeerde Kerken (1,9%) en het boeddhisme (1%). In totaal was 61,5% van de bevolking niet-religieus.

## Bezienswaardigheden

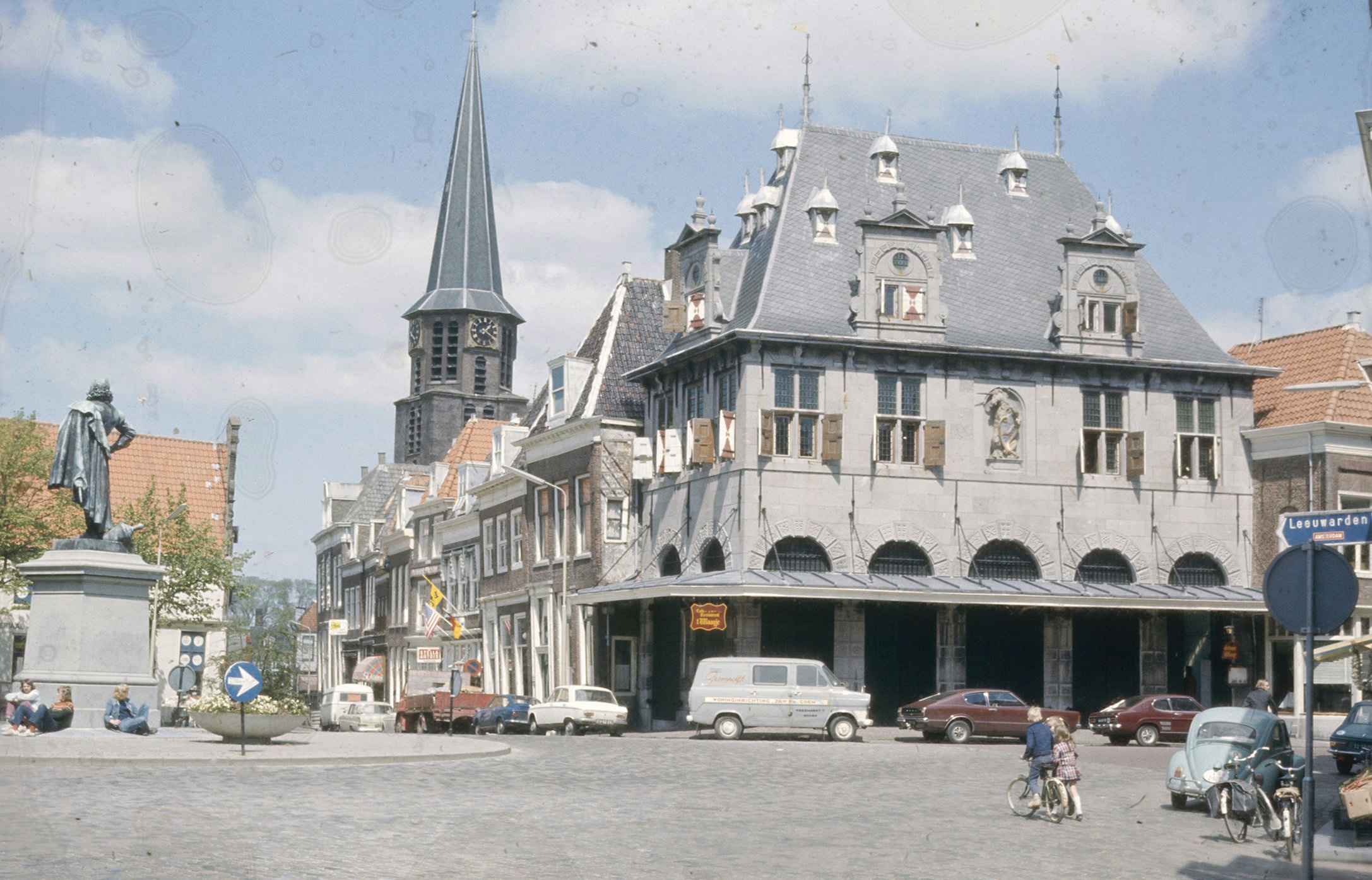
De Waag op de Roode Steen, verderop de Grote Kerk, 1975

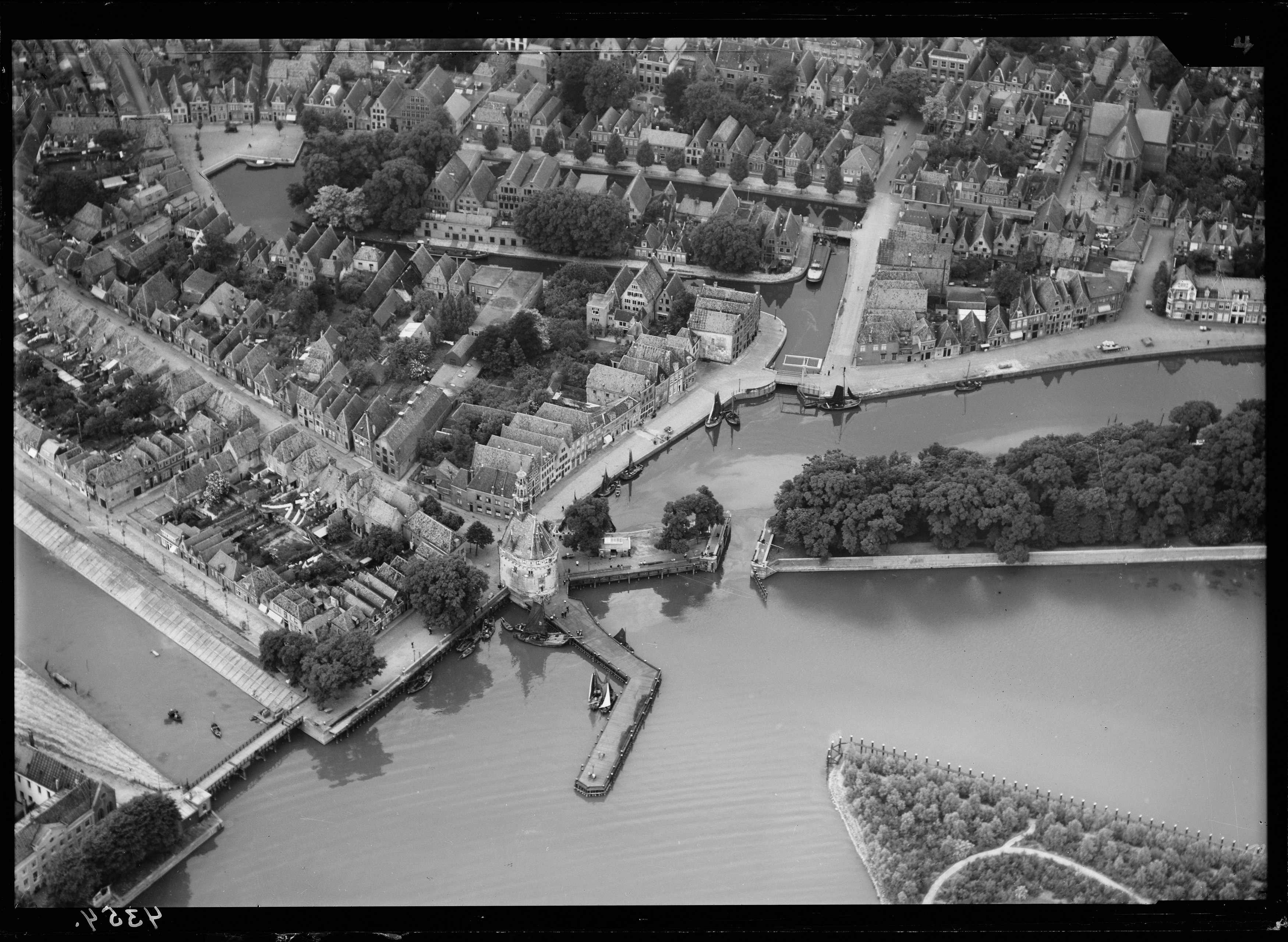
Luchtfoto van de Hoofdtoren en omgeving (1920-1940).

Een deel van Hoorn is een beschermd stadsgezicht. In de stad bevinden zich meer dan 200 gevelstenen, zie voor een overzicht de lijst van gevelstenen in Hoorn. De stad telt ook een aantal monumentale poorten (exclusief stadspoorten), zie voor een overzicht de lijst van poorten in Hoorn.

### Trekpleisters van de stad
- Jachthavens
- (Kunstcentrum) de Boterhal of St Jansgasthuis (1563)
- Westfries Museum
- Museumstoomtram Hoorn-Medemblik
- Museum van de twintigste eeuw
- Bossuhuizen

### Monumenten

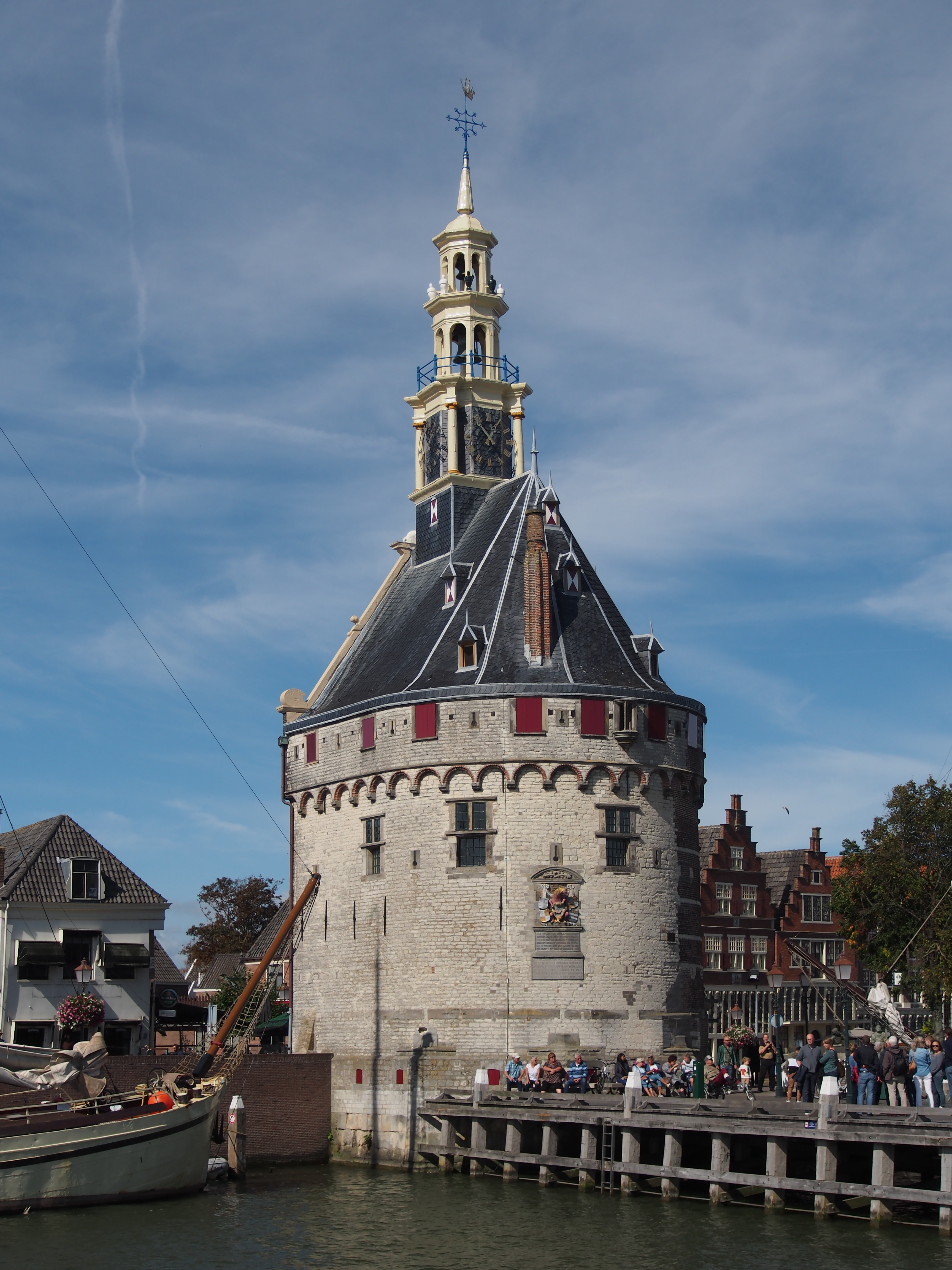
De Hoofdtoren

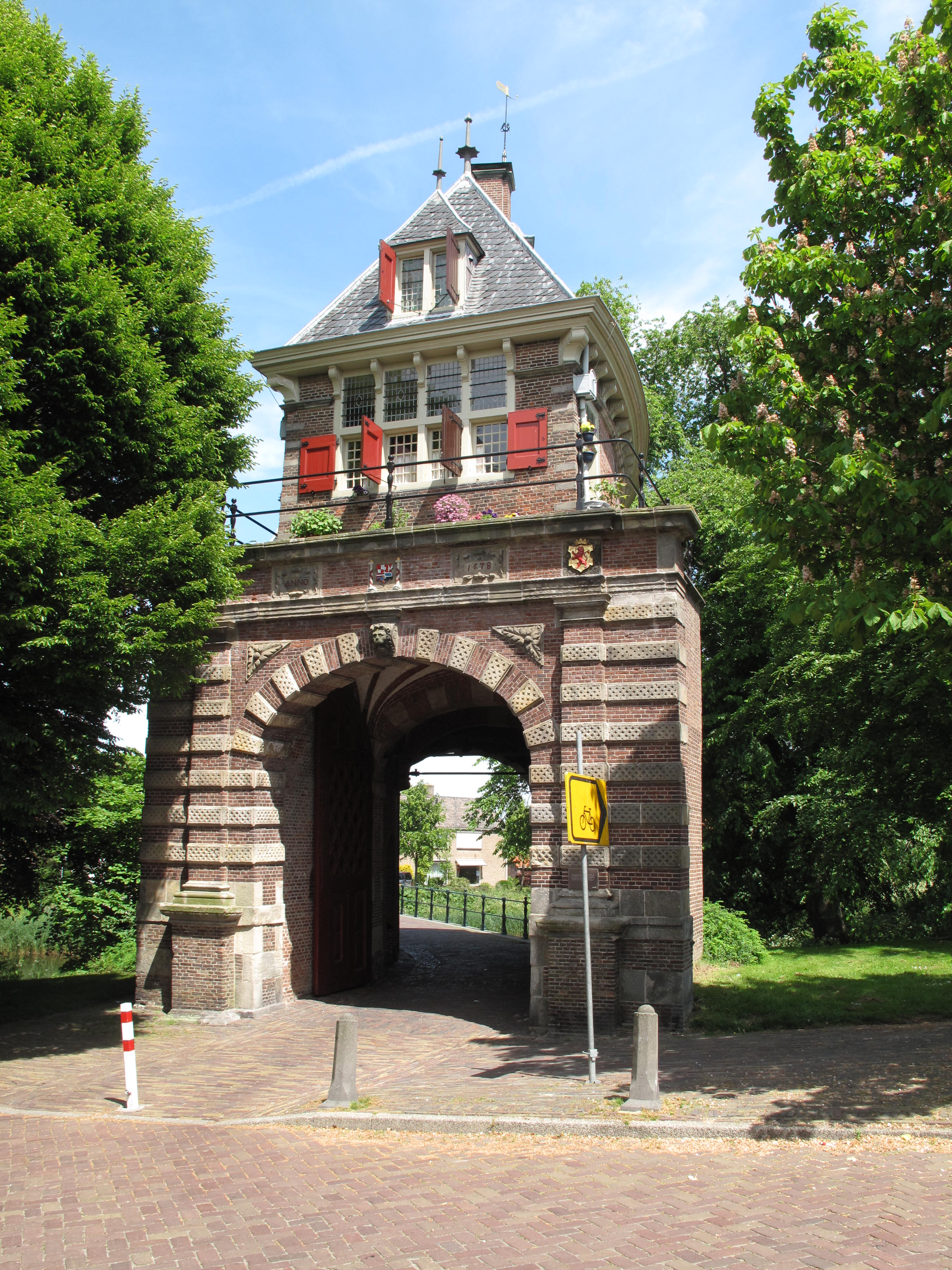
De Oosterpoort

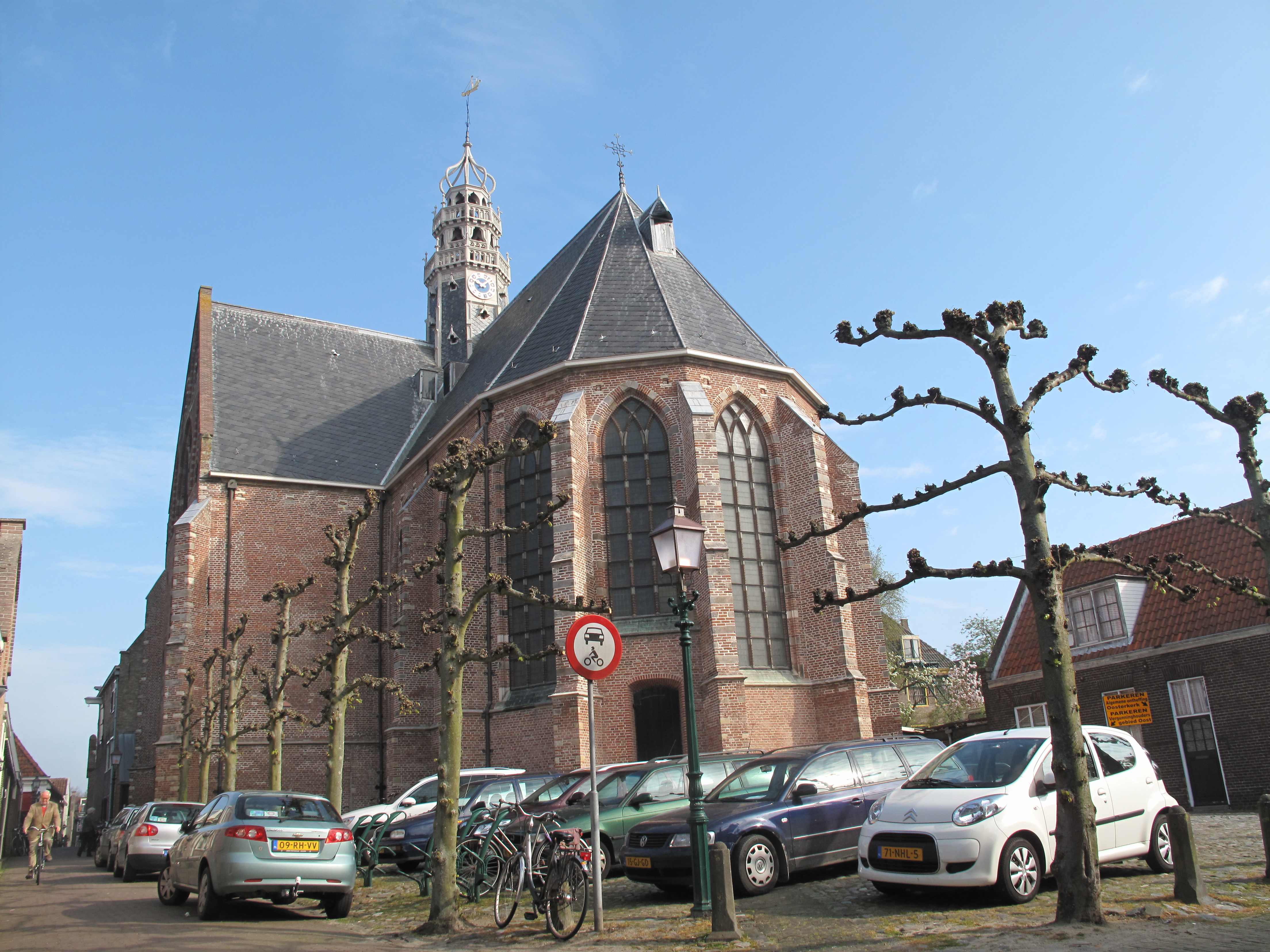
De Sint Antoniuskerk of Oosterkerk

- Statenlogement (1613) / Ceciliakapel (1453) (het Oude Stadhuis, als zodanig gebruikt 1795-1975)
- Kamer Hoorn Verenigde Oostindische Compagnie, VOC Pakhuis (1606/1610)
- Statencollege (Westfries Museum) (gevel 1631)
- Waag (1609)
- Diaconiehuis
- Pakhuizen (o.a. kaas) Bierkade en Appelhaven
- Hoofdtoren (1532)
- Kamer Hoorn West-Indische Compagnie (1629, gevel 1784)
- Bossuhuizen
- Timmermansgildehuis
- Kloosterpoort/Oude Vrouwenhof (1606)
- Postkantoor (1878)
- Foreestenhuis (1724)
- Sint-Pietershof (1692)
- Weeshuis, -tuin en Mariakapel (1508)
- Claes Stapel's Hof (1682)
- De Doelen (begin 17e eeuw)
- Maria- of Kruittoren (1508)
- Oosterpoort (1576)
- Drechterlandsehuis (1728)
- Admiraliteitsgebouwen Oostereiland (de Krententuin)
- De Gekroonde Jaagschuit (1878)
- Missiehuis Mill Hill (1929)
- Standbeeld van J.Pz.Coen (1893)
- Treinstation (1884)

Hoorn telt ca. 383 rijks- en ruim 400 gemeentelijke monumenten en een aantal oorlogsmonumenten, zie:
- Lijst van rijksmonumenten in Hoorn (plaats)
- Lijst van rijksmonumenten in Hoorn (gemeente)
- Lijst van gemeentelijke monumenten in Hoorn (plaats)
- Lijst van gemeentelijke monumenten in Hoorn (gemeente)
- Lijst van oorlogsmonumenten in Hoorn
- Lijst van Stolpersteine in Hoorn

### Kerken
- Hervormde Noorderkerk (1441)
- Nederlands Gereformeerde Oosterkerk (1494)
- Lutherse Kerk, Tempelsteeg/Ramen (1632/1769)
- Doopsgezinde Kerk Ramen 31 (1865), gesloten in 1971
- Doopsgezinde-Remonstrantse Kerk (Foreestenhuis 1724)
- (Voormalige) Gereformeerde Kerk, Achterstraat (Mariakapel) (1408/1880), gesloten in 1967
- Hervormde Grote Kerk (1881, huidige gebouw; eerste kerk 14e eeuw), gesloten in 1968
- Rooms-Katholieke Cyriacus- en Franciscus- of Koepelkerk (1882)
- Hervormde Eikstraatkerk (1934), gesloten in 2004
- Kapel Dijk en Duin (1959) (o.a. gebruikt door de PKN en de CGK)
- Rooms-katholieke H.H. Engelbewaarderskerk Joh. Poststraat (1960)
- Apostolische Kerk Hogerbeetsstraat (1966)

## Cultuur

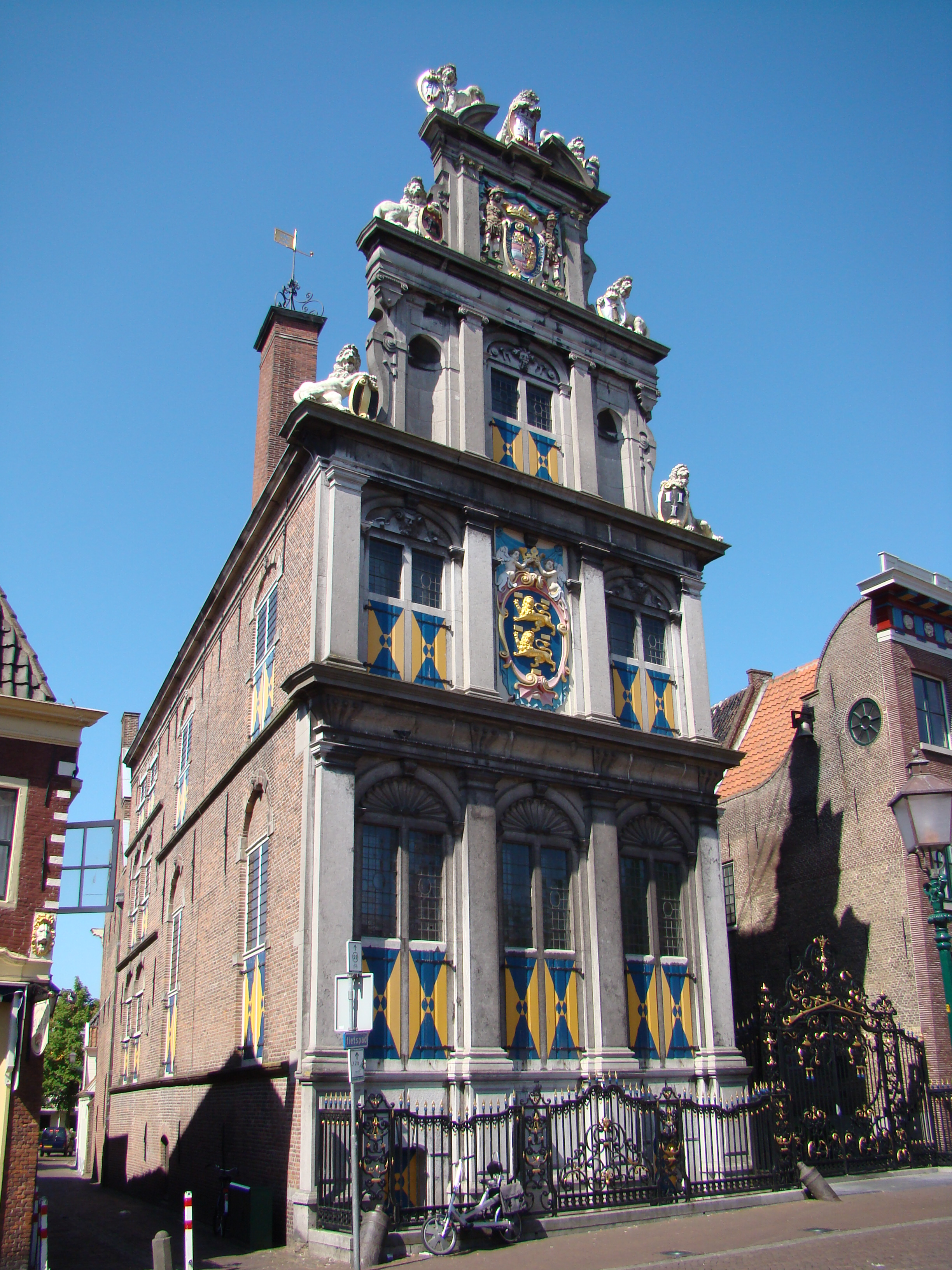
Het Westfries Museum

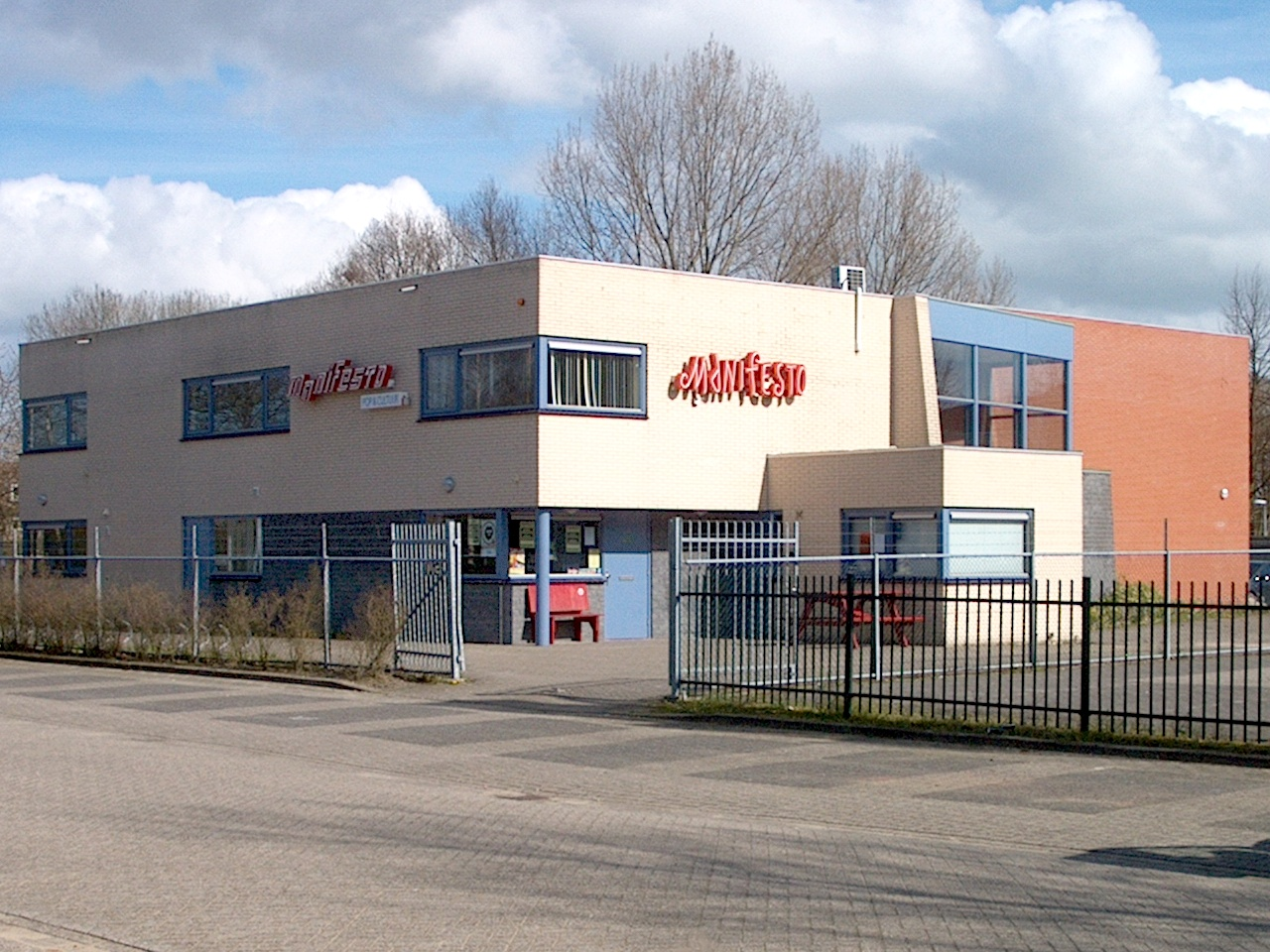
Cultuurcentrum Manifesto

### Musea
- Affichemuseum
- Museumstoomtram Hoorn-Medemblik
- Museum van de 20e Eeuw
- Westfries Museum
- Oudheidskamer Kaap Hoornvaarders

Voormalige musea
- Historisch Museum Turkije-Nederland
- Museum Lucas Stokbroo
- Speelgoedmuseum De Kijkdoos

### Oudheidkundige verenigingen
- Westfries Genootschap
- Vereniging Oud Hoorn
- Historisch Blokker
- Historisch Zwaag

### Kunst in de openbare ruimte
In de gemeente Hoorn zijn diverse beelden, sculpturen en objecten geplaatst in de openbare ruimte. Bekende voorbeelden zijn:
- Scheepsjongens van Bontekoe
- Standbeeld van Jan Pieterszoon Coen
- Vliegersmonument
- Een serie handen door Truus Menger-Oversteegen
- Songlines, een serie sculpturen in de wijk Kersenboogerd
  - Zie verder de lijst van beelden in Hoorn

### Concert en theater
- Schouwburg Het Park
- Oosterkerk
- Theater Het Pakhuis
- Poppodium Manifesto

### Scholen in Hoorn
Hoorn heeft een aantal scholen, waaronder:
- Atlas College (openbaar onderwijs)
- OSG West-Friesland (vmbo-tl t/m gymnasium)
- Scholengemeenschap Tabor (rooms-katholiek onderwijs)
- Vonk Hoorn (vmbo)
- Pvo Pierre Bayle Academie (havo t/m gymnasium)

## Evenementen
In Hoorn vinden jaarlijks verscheidene evenementen plaats. Zo wordt ieder jaar in de laatste week van augustus de Roode Steen voorzien van een tapijt van begonia's. Het thema van 2006 (30 jaar Sesamstraat in Nederland) werd uitgebeeld met 140.000 bloemen, die samen een oppervlakte van 650 m2 besloegen. In 2007 was het thema "de scheepsjongens van Bontekoe". Op de Roode Steen waren onder andere het stadswapen en de Hoofdtoren uitgebeeld in circa 160.000 begonia's. Een ander evenement op het Roode Steen is de (toeristische) kaasmarkt, die sinds 2007, het jaar waarin de stad haar 650-jarig bestaan vierde, bijna elke donderdag plaatsvindt.
De Hoornse Stadsfeesten worden elk jaar het 3e weekend van juni georganiseerd. Drie dagenlang kunnen de duizenden bezoekers gratis genieten van zang, dans, kunst en cultuur op diverse binnen- en buitenpodia.
De Hoornse Kermis wordt al sinds 1446 gehouden in de tweede week van augustus. Er staan gedurende 10 dagen in augustus ongeveer 75 attracties in de Hoornse binnenstad. In de regio is men er vaak van overtuigd dat deze kermis na Tilburg de grootste van Nederland is, maar dat is niet het geval. De kermis trekt ongeveer 50.000 mensen per dag. Op de laatste dag, de derde maandag in augustus, wordt elk jaar Lappendag gehouden, winkels gaan die dag tussen 6 en 8 uur 's morgens open en in een aantal straten staat een markt.
In Zwaag is elk jaar een carnavalsoptocht georganiseerd door Carnavalsvereniging het Masker uit Zwaag. Dit evenement trekt elk jaar zo'n 50.000 bezoekers.
Op het Markermeer bij Hoorn wordt elk jaar de Bontekoerace gehouden met zeilschepen.

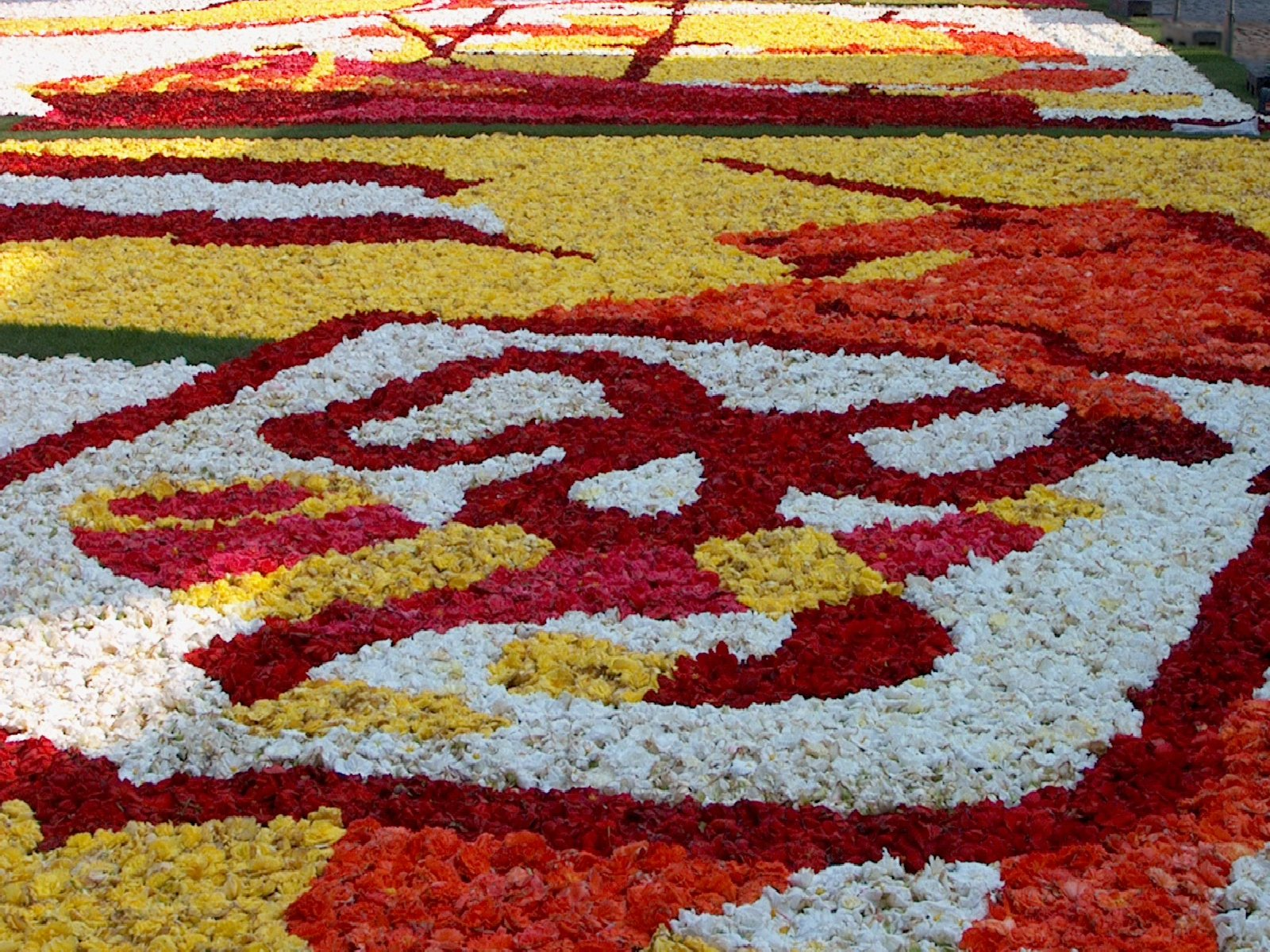
Het begoniatapijt in 2007
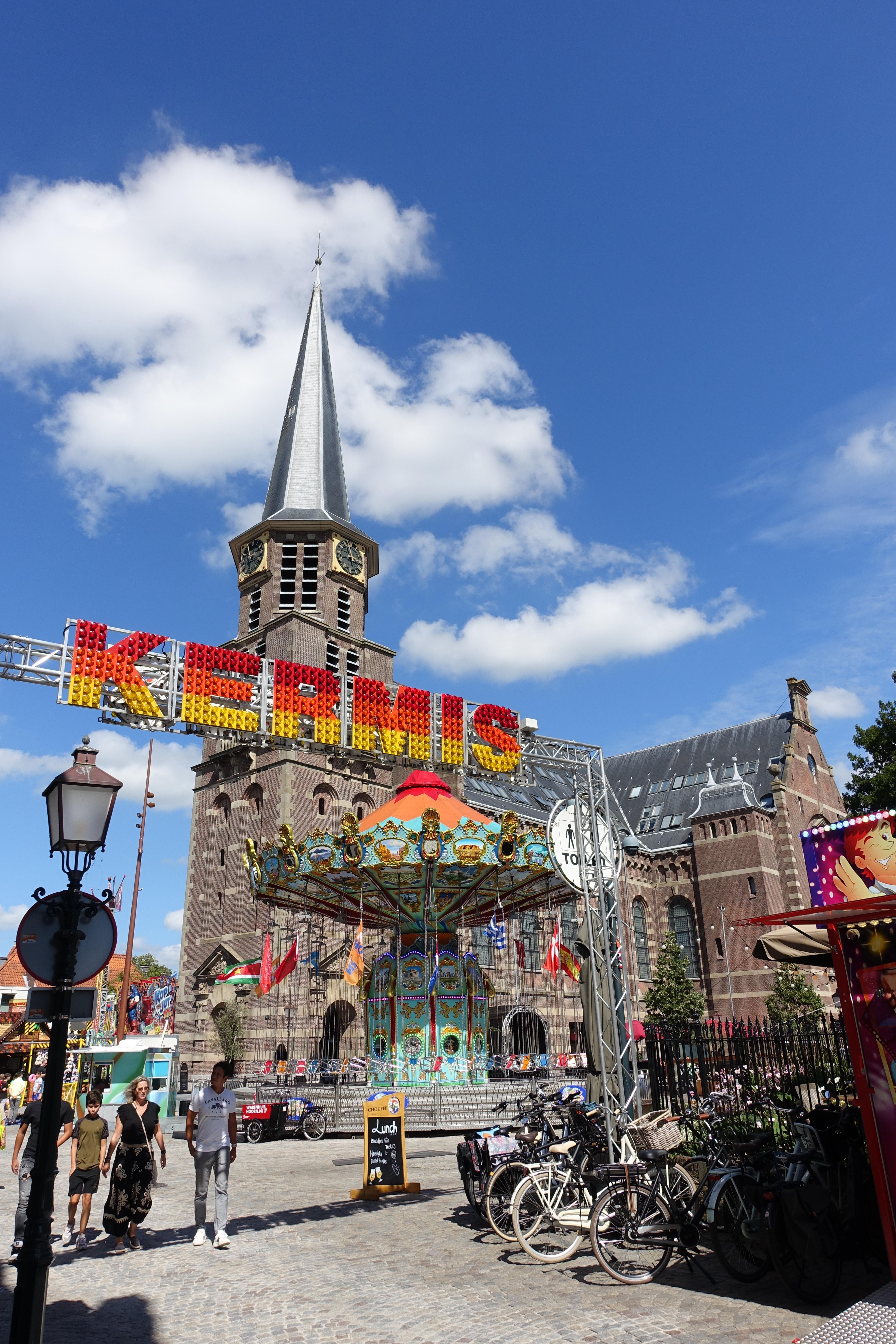
Kermis op het Kerkplein (2023)

## Verkeer en vervoer

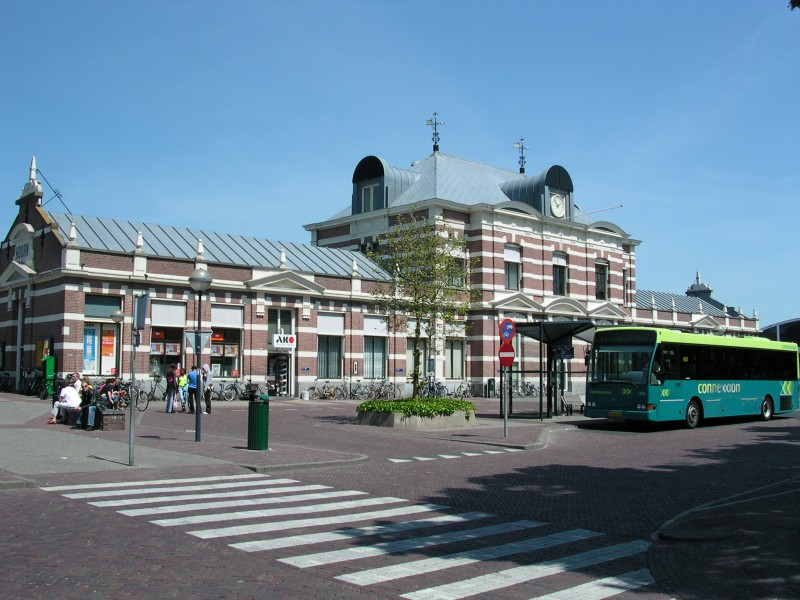
Vooraangezicht van Station Hoorn

Er zijn buslijnen naar diverse plaatsen verzorgd door Connexxion en EBS. EBS rijdt uitsluitend richting het zuiden, Amsterdam en Edam zijn de eindbestemmingen van de desbetreffende lijnen. De stadslijnen worden verzorgd door Connexxion. Hoorn heeft zelf sinds 1998 geen bevoegdheden meer over de stadsdienst; deze bevoegdheid ligt nu samen met de meeste streeklijnen (met uitzondering van die naar Edam/Amsterdam) bij de provincie Noord-Holland.
In Hoorn bevinden zich de volgende spoorwegstations:
- Station Hoorn
- Station Hoorn Kersenboogerd
- Station Museumstoomtram Hoorn - Medemblik

## Politiek

### Gemeentebestuur en zetelverdeling gemeenteraad
Hoorn had eeuwenlang een stabiel grondoppervlak. Het grondoppervlak omvatte de Banne Hoorn (begrensd door Holenweg, Groene Wijzend en Keernsloot) en de Banne Dampten (tussen Keernsloot, de Kromme Leek bij de Hoornseweg, via de Kromme Leek/Leekerlanden en de Middelweg in de Groote Waal). Daarnaast vielen er tot 1795 nog veel andere bannen/dorpen bestuurlijk-juridisch onder Hoorn, zoals Zwaag, Wognum, Nibbixwoud/Hauwert en De Veenhoop (Berkhout, De Goorn, Spierdijk, Beets, Schardam enz.), maar deze kernen hadden ook nog een eigen lokaal bestuur. Voor Schellinkhout mocht Hoorn de schout leveren. In de Franse tijd verviel de stedelijke zeggenschap/rechtspraak over omliggende gebieden, en werden de moderne gemeenten ingevoerd. De gemeente Hoorn viel samen met de voormalige bannen Hoorn en Dampten.
In maart 1969 vond een eerste grenscorrectie van de gemeente Hoorn plaats, waarbij Hoorn '80 en de streek grond tussen Holenweg en Provincialeweg van Blokker naar Hoorn overgingen, en het gebied tussen de Dorpsstraat Zwaag en de Groene Wijzend van Zwaag naar Hoorn. Tegelijk ging het noordelijke deel van de Leekerlanden (ten noorden van de Bobeldijkerweg) van Hoorn naar Zwaag.
In 1979 vond een grote gemeentelijke herindeling in West-Friesland plaats, waarbij de gemeenten Blokker en Zwaag opgeheven werden. Zwaag ging grotendeels naar Hoorn (alleen de Zwaagdijk niet). Het dorp Westerblokker werd bij Hoorn gevoegd. En de gemeente Berkhout (Wester-Koggenland) moest de gronden tussen de Middelweg, spoorlijn en de Hulk afstaan aan Hoorn (Groote Waal-West), maar kreeg de A7 en de gronden ten westen van de A7 in de Leekerlanden in ruil.
In de jaren tachtig vond een grenscorrectie plaats rond de Westfrisiaweg: de Kromme Elleboog (tot 1969 ook Hoorn) kwam terug bij Hoorn; Wognum kreeg de gronden ten noorden van de Westfrisiaweg (bij Zwaagdijk-West). Deze laatste gronden zijn enkele jaren geleden weer grotendeels bij Hoorn gevoegd, ten behoeve van het nieuwe bedrijventerrein 't Zevenhuis.
De grote gemeentelijke herindeling van 1979 leidde tot een extra verkiezing van de gemeenteraad. De andere grenscorrecties omvatten te weinig inwoners om extra verkiezingen te houden.
De gemeenteraad van Hoorn bestaat sinds 2010 uit 35 zetels. Tot 1962 was de politieke situatie in Hoorn stabiel. De PvdA haalde sinds 1946 telkens 6 zetels. De KVP/ARP/CHU in 1946 en 1949 6 zetels, en vanaf 1953 – toen het aantal raadszetels van 15 naar 17 ging – telkens 8 zetels. De CPN haalde in 1946 2 zetels, in 1949 en 1953 1, in 1958 geen zetels doordat ook een latere PSP-kandidaat meedeed. De Partij voor de Vrijheid haalde in 1946 1 zetel, de VVD in 1949 en 1953 2, en in 1958 3 zetels. Ook voor de Tweede Wereldoorlog kende Hoorn sinds 1919 een stabiel beeld, met voor de SDAP meestal 5 zetels, de voorlopers van het CDA 5 of 6 zetels, en vrijzinnige/neutrale partijen samen 4 of 5 zetels (totaal raad: 15 zetels in 1946 en 1949, vanaf 1953 17 zetels).
Hieronder de behaalde zetels per partij bij de gemeenteraadsverkiezingen sinds 1962 (vermeld op volgorde van uitslag laatste verkiezingen):
| Gemeenteraadszetels                              | Gemeenteraadszetels | Gemeenteraadszetels | Gemeenteraadszetels | Gemeenteraadszetels | Gemeenteraadszetels | Gemeenteraadszetels | Gemeenteraadszetels | Gemeenteraadszetels | Gemeenteraadszetels | Gemeenteraadszetels | Gemeenteraadszetels | Gemeenteraadszetels | Gemeenteraadszetels | Gemeenteraadszetels | Gemeenteraadszetels | Gemeenteraadszetels | Gemeenteraadszetels |
| Partij                                           | 1962                | 1966                | 1970                | 1974                | 1978                | 1979                | 1982                | 1986                | 1990                | 1994                | 1998                | 2002                | 2006                | 2010                | 2014                | 2018                | 2022                |
| ------------------------------------------------ | ------------------- | ------------------- | ------------------- | ------------------- | ------------------- | ------------------- | ------------------- | ------------------- | ------------------- | ------------------- | ------------------- | ------------------- | ------------------- | ------------------- | ------------------- | ------------------- | ------------------- |
| Fractie Tonnaer                                  | -                   | -                   | -                   | -                   | -                   | -                   | -                   | -                   | -                   | -                   | -                   | -                   | -                   | 1                   | 2                   | 4                   | 5                   |
| Hoorn Lokaal                                     | -                   | -                   | -                   | -                   | -                   | -                   | -                   | -                   | -                   | -                   | -                   | -                   | -                   | -                   | 1                   | 1                   | 4                   |
| GroenLinks incl. PSP/PPR/CPN/ ProHo/Platte Thijs | 1                   | 2                   | 3                   | 4                   | 2                   | 2                   | 4                   | 2                   | 3                   | 5                   | 5                   | 4                   | 4                   | 4                   | 3                   | 4                   | 4                   |
| EénHoorn                                         | -                   | -                   | -                   | -                   | -                   | -                   | -                   | -                   | -                   | -                   | -                   | -                   | -                   | -                   | -                   | -                   | 4                   |
| CDA incl. KVP/ARP/CHU/ SCP/Van Bockxmeer         | 8                   | 8                   | 6                   | 6                   | 7                   | 8                   | 7                   | 8                   | 8                   | 6                   | 5                   | 5                   | 4                   | 2                   | 3                   | 4                   | 3                   |
| VVD                                              | 2                   | 2                   | 3                   | 3                   | 4                   | 3                   | 7                   | 6                   | 6                   | 8                   | 8                   | 5                   | 4                   | 6                   | 4                   | 5                   | 3                   |
| D66                                              | -                   | -                   | -                   | -                   | -                   | 2                   | 1                   | 2                   | 5                   | 5                   | 2                   | 2                   | 1                   | 4                   | 4                   | 3                   | 3                   |
| PvdA                                             | 6                   | 5                   | 4                   | 6                   | 8                   | 8                   | 7                   | 13                  | 9                   | 8                   | 10                  | 9                   | 11                  | 6                   | 5                   | 3                   | 3                   |
| Sociaal Hoorn                                    | -                   | -                   | -                   | -                   | -                   | -                   | -                   | -                   | -                   | -                   | -                   | -                   | -                   | -                   | -                   | 2                   | 2                   |
| Liberaal Hoorn                                   | -                   | -                   | -                   | -                   | -                   | -                   | -                   | -                   | -                   | -                   | -                   | -                   | -                   | -                   | -                   | -                   | 2                   |
| De Realistische Partij                           | -                   | -                   | -                   | -                   | -                   | -                   | -                   | -                   | -                   | -                   | -                   | -                   | -                   | -                   | -                   | 1                   | 1                   |
| ChristenUnie                                     | -                   | -                   | -                   | -                   | -                   | -                   | -                   | -                   | -                   | -                   | -                   | -                   | -                   | -                   | -                   | 1                   | 1                   |
| HOP                                              | -                   | -                   | -                   | -                   | -                   | -                   | -                   | -                   | -                   | -                   | -                   | -                   | -                   | -                   | 2                   | 2                   | -                   |
| V.O.C. Hoorn                                     | -                   | -                   | -                   | -                   | -                   | -                   | -                   | -                   | -                   | -                   | -                   | 3                   | 6                   | 4                   | 3                   | 2                   | -                   |
| Hoornse Senioren Partij en OuderenUnie 55+       | -                   | -                   | -                   | -                   | -                   | -                   | -                   | -                   | -                   | -                   | 1                   | 2                   | 2                   | 2                   | 2                   | 2                   | -                   |
| Hoorns Belang                                    | -                   | -                   | -                   | -                   | -                   | -                   | -                   | -                   | -                   | -                   | 2                   | 3                   | 1                   | 2                   | 2                   | 1                   | -                   |
| SP                                               | -                   | -                   | -                   | -                   | -                   | -                   | -                   | -                   | -                   | -                   | -                   | -                   | -                   | 2                   | 4                   | -                   | -                   |
| Fractie Assendelft                               | -                   | -                   | -                   | -                   | -                   | -                   | -                   | -                   | -                   | -                   | -                   | -                   | -                   | 1                   | -                   | -                   | -                   |
| Fractie Van der Tuin                             | -                   | -                   | -                   | -                   | -                   | -                   | -                   | -                   | -                   | -                   | -                   | -                   | -                   | 1                   | -                   | -                   | -                   |
| CD Centrumdemocraten                             | -                   | -                   | -                   | -                   | -                   | -                   | -                   | -                   | -                   | 1                   | -                   | -                   | -                   | -                   | -                   | -                   | -                   |
| Positieve Kombinatie                             | -                   | -                   | -                   | -                   | -                   | 2                   | 1                   | -                   | -                   | -                   | -                   | -                   | -                   | -                   | -                   | -                   | -                   |
| Oerlemans                                        | -                   | -                   | 1                   | -                   | -                   | -                   | -                   | -                   | -                   | -                   | -                   | -                   | -                   | -                   | -                   | -                   | -                   |
| Totaal                                           | 17                  | 17                  | 17                  | 19                  | 21                  | 25                  | 27                  | 31                  | 31                  | 33                  | 33                  | 33                  | 33                  | 35                  | 35                  | 35                  | 35                  |
| Opkomst                                          | -                   | 91,5%               | 65,1%               | 66,7%               | 68,2%               | 68,7%               | 65,1%               | 70,1%               | 56,1%               | 61,9%               | 59,5%               | 53,1%               | 53,6%               | 51,6%               | 52,3%               | 51,9%               |                     |

### College van B&W
Sinds 17 mei 2016 is Jan Nieuwenburg burgemeester van Hoorn.
Het College van Burgemeester & Wethouders bestaat zodoende uit:
- Burgemeester Jan Nieuwenburg (PvdA): openbare orde en veiligheid, regionale samenwerking, communicatie en dienstverlening, bestuurlijke vernieuwing en Lobby en public affairs;
- René Assendelft (Hoorn Lokaal): verkeer en vervoer, onderwijs, kinderopvang en laaggeletterdheid, binnenstad, havens, evenementen (w.o. kermis), programma Hoorn-Noord/Venenlaankwartier, Inburgering en Dierenwelzijn.
- Axel Boomgaars (GroenLinks): financiën en subsidiebeleid, Poort van Hoorn, werk en inkomen, kunst en cultuur, monumenten en erfgoed en diversiteit en inclusie.
- Karin Hakhoff (Eénhoorn): armoedebestrijding en schuldhulpverlening, WMO, ouderenbeleid, welzijn en vrijwilligerswerk, volkshuisvesting, maatschappelijke opvang en beschermd wonen, programma kansen voor de Kersenboogerd, grondbedrijf en grondzaken en bedrijventerrein Zevenhuis (privaatrechtelijk).
- Dick Bennis (CDA): openbare ruimte en stadsbeheer, milieu en afval, leefbaarheid en wijkzaken, sport en recreatie, participatie en bestuurlijke vernieuwing, Grote Waal (Dwaalpark) en bedrijfsvoering.
- Marjon van der Ven (VVD): wonen en stadsontwikkeling, volksgezondheid en GGD, jeugdzorg en preventief jeugdbeleid, huiselijk geweld (veilig thuis), Rozenbuurt en Bangert en Oosterpolder.
- Arthur Helling (D66): economische zaken en toerisme, ruimtelijke ordening en omgevingswet, duurzaamheid en energie, ontwikkeling waterfront en Markermeer (stadsstrand), ontwikkeling Nieuwe Steen, renovatie stadhuis, vastgoed, ontwikkeling bedrijventerrein Zevenhuis (publiekrechtelijk).

### Partnersteden
- Příbram, Tsjechië, sinds 1992
- Beersel, België, sinds eerder dan 1979
- Malakka, Maleisië, sinds 1989

## Recente gebeurtenissen
- In 1999 werd het Westfries Gasthuis in Hoorn geconfronteerd met een zeer grote uitbraak van de veteranenziekte. De bron van de bacterie bevond zich op de bloemententoonstelling Westfriese Flora in Bovenkarspel. 32 mensen overleden en meer dan 200 mensen werden ernstig ziek.
- In 2001 stortte de toneeltoren van de nieuwbouw van Schouwburg Het Park in. Omdat het 's nachts gebeurde vielen er geen slachtoffers. Oorzaak: een constructiefout. Door juridische complicaties heeft het tot 2004 geduurd voordat de nieuwe schouwburg af was en door koningin Beatrix geopend kon worden.
- Op 12 maart 2004 werd het rapport onderzoek "Bouwfraude" uitgebracht aan het college van Burgemeester & Wethouders van de gemeente Hoorn onder het motto "Speak now or for ever hold your peace". Dit rapport is te vinden op het internet.
- Op 18 maart 2004 werd Martin Hoogland, die in 1991 topcrimineel Klaas Bruinsma vermoord had, doodgeschoten op het Keern. Hij fietste tijdens een proefverlof in de buurt van de gevangenis waar hij gedetineerd zat.
- In de nacht van 9 op 10 januari 2005 werden 21 schilderijen en zilverwerk gestolen uit het Westfries Museum. Er ontbrak lange tijd elk spoor van daders en geroofde kunstwerken, tot in december 2015 bekend werd dat een ultrarechtse nationalistische Oekraïense groep geld vroeg voor de schilderijen, waarbij bewijs werd aangeleverd dat deze in hun bezit zijn.
- Op dinsdag 16 augustus 2011 werd bij werkzaamheden na afloop van de Hoornse kermis, het standbeeld van Jan Pz.Coen van zijn sokkel gestoten.[10] Sinds woensdag 16 oktober 2011 staat het standbeeld weer op zijn plaats.[11]